# Unión Mujeres en Italia
La Unione Donne Italiane (UDI) (es: Unión mujeres italianas) que a partir de 2003 pasó a denominarse Unione Donne in Italia (UDI) (es: Unión Mujeres en Italia) es una organización en defensa de los derechos de las mujeres creada en 1944. Es una organización sin fines de lucro que tiene por objetivo el avance político, social y cultural de las mujeres. Durante los primeros años la organización tuvo como prioridad la reconstrucción del país tras la guerra.

## Historia
En el noviembre de 1943 se habían creado los Grupos de Defensa de la Mujer (Gruppi di Difesa della Donna GDD) dirigidos por Caterina Picolato, reuniendo a grupos femeninos y mujeres antifascistas de cada procedencia con el objetivo de movilizar a las masas femeninas contra la ocupación. De los grupos salen las primeras gappiste, las partisanas combatientes, las staffette mientras que los Grupos fueron oficialmente reconocidas con su órgano clandestino Noi donne (Nosotras mujeres) en el Comité de Liberación Nacional Alta Italia.
En septiembre de 1944 en Nápoles se ponen las bases de la UDI participando en la Resistencia.
La Unione Donne Italiane se formó oficialmente el 1 de octubre de 1945 y pocos días después del primer congreso nacional, los grupos de defensa de las mujeres se reunieron en la unión para crear la organización más grande en defensa de los derechos de las mujeres italianas. También incluye la Asociación de Mujeres por la Paz y la Libertad, fundada por la partisana y escultora Velia Sacchi,
En 1947, al final del segundo congreso, la comunista María Maddalena Rossi fue elegida presidenta de la UDI. La secretaria general es la socialista Rosa Fazio Longo. Forman parte del comité de honor Rita Montagnana, Ada Gobetti y Lina Merlin, más tarde la primera firmante de la Ley Merlín que prohibió los burdeles. La UDI también está dirigida por una junta de 27 mujeres y un consejo nacional de 150 miembros  . 
En 1982 se inició una refundación que condujo a una nueva estructura  . De hecho, se dejó de lado un modelo organizativo que en ese momento contaba con 210 mil mujeres comunistas, socialistas y católicas distribuidas en 84 oficinas provinciales y 1235 círculos  . 
El 29 de noviembre de 2003 tomó el nombre de Unione Donne en Italia. 

## UDI en territorio italiano
UDI tiene su sede en Roma y grupos activos en casi todas las regiones de Italia. 

## Congresos nacionales
- I Congreso - Florencia, 20-23 de octubre de 1945 - Mujeres en participación en la vida pública, en lucha, en reconstrucción .
- II Congreso - Milán, 19-23 de octubre de 1947 - Por una familia feliz, paz y trabajo .
- III Congreso - Roma, 14-16 de octubre de 1949 - Por el futuro de nuestros niños, por la libertad y el progreso de Italia: no a la guerra .
- IV Congreso - Roma, 10-12 de abril de 1953 - Por la dignidad y seguridad de tu vida; por tu serenidad como novia y madre; por la libertad y el progreso de la patria; por la paz mundial
- V Congreso - Roma, 12-15 de abril de 1956 - Congreso de la mujer italiana para la emancipación de la mujer, para una sociedad más avanzada .
- VI Congreso - Roma, 7-10 de mayo de 1959 - Para la emancipación de la mujer, una gran asociación autónoma y unitaria .
- VII Congreso - Roma, 4-7 de junio de 1964 - Unidad y empoderamiento de las mujeres para el progreso de la sociedad .
- VIII Congreso - Roma, 1 al 4 de noviembre de 1968 - Lucha para contar, cuenta para cambiar .
- IX Congreso - Roma, 1 al 3 de noviembre de 1973 - Dimensión de la mujer: nuevos valores, nuevas estructuras en la sociedad .
- X Congreso - Roma, 19-22 de enero de 1978 - Mi conciencia como mujer en un gran movimiento organizado para cambiar nuestras vidas .
- XI Congreso - Roma, 20-23 de mayo de 1982 - Nosotras las mujeres que nos rebelamos, transgredimos, abandonamos las casas, hablamos, nos organizamos. Nuestra política es la liberación .
- XII Congreso - Florencia, 4-6 de junio de 1988 - Le damos voz a nuestras diferencias: prácticas y teorías de UDI comparadas ; Roma, 21-23 de octubre de 1988 - La fuerza de quienes somos - La fuerza de quienes somos .
- XIII Congreso - San Benedetto del Tronto, 18-20 de noviembre de 1994
- XIV Congreso - Roma, 23-24 de noviembre de 2002 ; Módena, 8-9 de febrero de 2003 ; Roma, 12 y 13 de abril de 2003
- XV Congreso - Bolonia, 21-23 de octubre de 2011
- XVI Congreso - Roma, 6-8 de mayo de 2016[4]

## Presidentas nacionales
- Maria Maddalena Rossi (23 de octubre de 1947 - 15 de abril de 1956)
- Marisa Cinciari Rodano (15 de abril de 1956 - 1960)